# Finn Ejnar Madsen
Finn Ejnar Madsen (24. juni 1943 i Maglegård, Gentofte – 27. august 2004 i Thy) var en dansk psykolog, der blev student fra Rungsted Gymnasium i 1961. Han blev landskendt, da han i forbindelse med studenteroprøret ved årsfesten på Københavns Universitet i 1968 erobrede talerstolen fra rektor Mogens Fog og fik tre minutters taletid. Her kritiserede han klassesamfundet og festens gæster, hvorefter han og de andre studerende forlod stedet i fred. Med talen blev Finn Ejnar Madsen den første menige student i 500 år, der fik ordet ved Københavns Universitets årsfest.
Finn Ejnar Madsen var ikke egentlig leder af ungdomsoprøret eller de indledende begivenheder på det psykologiske fakultet. Men med erobringen af talerstolen blev han på mange måder et symbol på ungdomsoprøret.
Allerede året efter talen, i april 1969, blev der ved møde i universitetets konsistorium fremlagt forslag om studenterrepræsentation i studienævn, i fakultetsråd og konsistorium. Finn Ejnar Madsen, der deltog i dette møde, udtrykte, at de studerende følte sig "udsat for indoktrinering med ’evige sandheder’ og de ønskede helt væsentligt at ændre disciplin og metodik i forskningen. Studenterne så en ligestilling som absolut forudsætning for samarbejde.” 
Forslaget om mere indflydelse til de studerende blev efterfølgende vedtaget med et lille flertal af professorerne i en afstemning, som studenter og ikke-professorale lærere var udelukket fra. Denne nye model på Københavns Universitet kom senere til at danne grundlag for VKR-regeringens forslag til en ny styrelseslov for universiteterne.
Finn Ejnar Madsen var maoist og trotskist og i en periode leder af De Danske Rødgardister. Han var med i en aktionskomité (Aktionskomiteen af 7. maj 1969), der i 1969 efter gadekampene ved Saga-biografen på Vesterbro udsendte følgende erklæring:
| Citat | Da revolutionære har ret og pligt til at demonstrere, må vi lære at forsvare os mod overfald, det har vi lært. Næste gang tager vi våben med, og de vil blive brugt til at forsvare os mod samlede angreb både fra politiets og englenes side. Vi er ikke pacifister. Hvis det er nødvendigt at bruge vold, så bruger vi vold. | Citat |
|       | |       |

De øvrige underskrivere var Jan Michaelsen, leder i den militante organisation Revolutionær Aktion (senere journalist ved Land og Folk, Ekstra Bladet m.v. og kommunalbestyrelsesmedlem for VS), Lars Hutters, trotskist og medlem af VS samt Gert Rasmussen fra Kommunistisk Ungdoms Forbund (KUF) og Kommunistisk Arbejdskreds (KAK).
For sin deltagelse i voldelige demonstrationer rettet mod Verdensbankens topmøde i København i 1970 blev han idømt fængselsstraf. Senere (1973) var han med til at stifte Den Proletariske Friskole. På skolen fortsatte han med at plædere for vold; således skrev han i en rapport til børnenes forældre om dagens skoleundervisning, hvor børnene skulle agere bønder, der henrettede en godsejer, spillet af pigen Arendse:
| Citat | Jeg foreslog skydning, og denne skydning blev foretaget med så stor anvendelse af ammunition, at Arendse befandt sig temmelig ilde derved. | Citat |
|       | |       |

## Populærkultur
Gruppen Hutlihut har udgivet sangen Blues for Finn Ejnar.
Finn Ejnar Madsen ligger begravet på Assistens Kirkegård i København.